# Alison Oliver
Alison Oliver, född 3 juni 1997 i Ballintemple, Cork, är en irländsk skådespelare.
Fouéré har bland annat medverkat i filmen Saltburn. Hon har även medverkat i TV-serierna Conversations With Friends och Best Interests.

## Filmografi (i urval)
- 2022 – Conversations With Friends (TV-serie)
- 2023 – Best Interests (TV-serie)
- 2023 – Saltburn
- 2026 – Wuthering Heights